# Благовещенський Олексій Сергійович
Олексій Сергійович Благовещенський (нар. 18 жовтня 1909, Брест-Литовськ — пом. 24 травня 1994, Москва) — радянський військовий льотчик; генерал-лейтенант авіації з 1943 року. Герой Радянського Союзу з 1938 року.

## Біографія
Народився 5 [18] жовтня 1909 року у місті Брест-Литовську (нині Берестя, Білорусь). Білорус. З 1914 року жив у місті Курську. У 1927 році закінчив Курський промислово-економічний технікум.
В Червоній армії з 18 квітня 1927 року. 1928 року закінчив Ленінградську військово-теоретичну школу льотчиків, в 1929 році — Борисоглібську військову школу льотчиків. Служив льотчиком винищувальної авіаескадрильї у Білоруському військовому окрузі, упродовж 1933—1937 років — командир загону авіаескадрильї Військово-повітряних сил Тихоокеанського флоту.
З вересня по грудень 1937 року — льотчик-випробувач Науково-випробувального інституту військово-повітряних сил. Брав участь у державних випробуваннях винищувачів І-15 та І-16.
З грудня 1937 року на боці Китаю брав участь у японсько-китайській війні. До серпня 1938 року був командиром винищувальної авіаескадрильї та командиром винищувальної авіагрупи радянських льотчиків. Здійснив 117 бойових вильотів на винищувачах І-15 та І-16 (бойовий наліт — 125 годин), провів близько 40 повітряних боїв (з них 2 — нічних), у яких збив особисто 7 та у складі групи 16 літаків противника. За зразкове виконання спеціальних завдань Уряду щодо зміцнення оборонної могутності Радянського Союзу та за проявлене геройство 14 листопада 1938 року капітану Благовещенському Олексію Сергійовичу присвоєно звання Героя Радянського Союзу.
З жовтня 1938 року по січень 1939 року — знову льотчик-випробувач Науково-випробувального інституту військово-повітряних сил. Брав участь у відпрацюванні елементів повітряного бою на винищувачах з урахуванням бойового досвіду. В 1939 році закінчив Курси удосконалення вищого начальницького складу при Академії Генерального штабу. З квітня 1939 року командував винищувальною авіабригадою в Ленінградському військовому окрузі.
Брав участь у радянсько-фінській війні: протягом листопада 1939 року — березня 1940 року — командир 54-ї винищувальної авіаційної бригади. Здійснив 39 бойових вильотів на винищувачі І-16, брав участь у трьох повітряних боях.
З квітня 1940 року — командира 60-ї винищувальної авіаційної бригади (протиповітряна оборона міста Баку); протягом серпня 1940 року — січня 1941 року — командир 27-ї авіаційної дивізії у Закавказькому військовому окрузі; протягом січня 1941 року — жовтня 1942 року — заступник командувача Військово-повітряними силами Далекосхідного фронту (у грудні 1941 — травні 1942 виконував обов'язки командувача Військово-повітряними силами фронту).
Брав участь у німецько-радянській війні: у жовтні 1942 року — лютому 1945 року — командир 2-го винищувального авіаційного корпусу. Протягом жовтня-грудня 1942 року воював на Калінінському; з грудня 1942 року по лютий 1943 року — на Волховському; у лютому-квітні 1943 року — знову на Калінінському; у травні-липні 1943 року — Західному; у липні-серпні 1943 року — на Брянському; з жовтня 1943 року по березень 1944 року — на 1-му Прибалтійському; у червні-вересні 1944 року — на 3-му Білоруському та з листопада 1944 року по лютий 1945 року — на 1-му Українському фронтах.
Брав участь у Великолуцькій операції, прориві блокади Ленінграда, Ржевсько-Вяземській, Орловській, Невельській, Городоцькій, Вітебсько-Оршанській, Мінській, Вільнюській, Каунаській, Сандомирсько-Сілезькій та Нижньосілезькій операціях. 9 лютого 1945 року підірвався на міні на аеродромі міста Любен (нині Польща), внаслідок чого був тяжко поранений і до травня 1945 перебував на лікуванні в московському шпиталі. За час війни здійснив 48 бойових вильотів для оцінки повітряної обстановки, брав участь у трьох повітряних боях.

### Повоєнні роки
З вересня 1945 року по липень 1947 року обіймав посаду начальника Вищої офіцерської школи повітряного бою військово-повітряних сил у місті Люберцях; упродовж 1947—1949 років — помічника командувача 7-ї (з лютого 1949 року — 62-ї) повітряної армії за стройовою частиною (штаб — у місті Баку, Азербайджанська РСР). З червня 1949 року — начальник Управління випробувань літаків. З березня 1952 року по липень 1959 року — начальник Державного Червонопрапорного науково-випробувального інституту військово-повітряних сил. Брав участь у випробуваннях різних літаків, у тому числі реактивних винищувачів Ла-15, МіГ-15, МіГ-15УТІ, МіГ-17, МіГ-19 та інших літаків. З квітня 1960 року — у запасі.
Після відставки працював у ОКБ Андрія Туполєва: у 1962—1965 роках — заступником начальника; у 1965—1975 роках — начальником льотно-випробувальної бази; у 1975—1983 роках — заступником головного конструктора; у 1984—1985 роках — провідним конструктором.
Жив у Москві. Помер 24 травня 1994 року. Похований на Троєкурівському цвинтарі у Москві (ділянка № 3).

## Нагороди
- Герой Радянського Союзу (Указ Президії Верховної Ради СРСР від 14 листопада 1938 року). Медаль «Золота Зірка» № 107; орден Леніна № 3 742;
- Нагороджений другим орденом Леніна (20 квітня 1953), орденом Жовтневої Революції (26 квітня 1971), трьома орденами Червоного Прапора (8 березня 1938; 15 січня 1940; 30 квітня 1947), орденами Суворова ІІ ступеня (30 серпня 1943), Кутузова ІІ ступеня (22 липня 1944), Богдана Хмельницького ІІ ступеня (6 квітня 1945), двома орденами Вітчизняної війни І ступеня (22 лютого 1943; 11 березня 1985), двома орденами Червоної Зірки (25 травня 1936; 3 листопада 1944), медалями, китайським орденом Хмари та Прапора IV ступеня (1938).

## Вшанування пам'яті

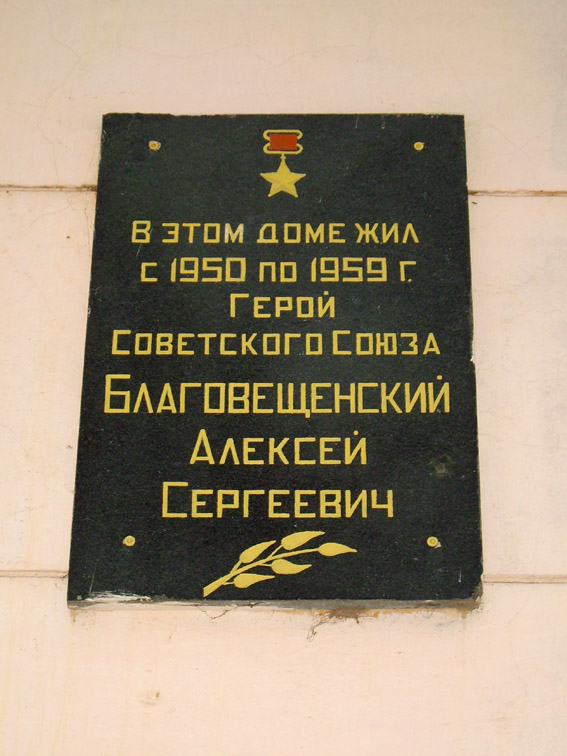
меморіальна дошка у Щолково.

- У селищі Чкаловському (в межах міста Щолкового Московської області) на будинку по вулиці Леніна, № 1, в якому він жив з 1950 по 1959 рік, встановлено меморіальну дошку.
- У місті Бересті його іменем названо вулицю[1].